# 黄淮海黑猪
黄淮海黑猪，是起源于中国的古老地方品种。

## 品种特征
黄淮海黑猪体型较大。耳大、下垂超过鼻端，嘴筒长直。背腰平直狭窄，臀部倾斜。四肢坚实有力。皮、毛黑色，皮厚，毛粗而密，冬季密生棕红色绒毛。

## 分布状态
黄淮海黑猪分布在黄河中下游、淮河、海河流域，内蒙古自治区的广大地区，分布面甚广。

## 生产性能
黄淮海黑猪分布面广，类型不同，产能各异。能适应较粗放的饲养条件，生长速度较慢，但胴体瘦肉率较高。

## 保护
2000年8月，中华人民共和国农业部将黄淮黑猪列为国家级畜禽遗传资源保护名录。